# Ívarr Bárðarson
Ívarr Bárðarson war ein im 14. Jahrhundert lebender (vermutlich) norwegischer Geistlicher.

## Leben
Über die Herkunft Ívarrs ist nichts bekannt. Möglicherweise war er in Grönland geboren worden, vermutlich stammte er jedoch aus Norwegen. Am 8. August 1341 wurde er vom Bergener Bischof Håkon Erlingsson nach Grönland geschickt. Zu diesem Zeitpunkt war Árni Bischof von Garðar. Dieser wurde im Folgejahr für tot gehalten, obwohl er noch am Leben war, und der Nachfolger Jón skalli Eiríksson kam vermutlich nie nach Grönland. In dieser Zeit übte Ívarr stellvertretend das Bischofsamt aus. Vermutlich erhielt er am 18. März 1344 auch ein geistliches Amt im Bistum Bergen, das er wegen seines Aufenthalts in Grönland in diesem Fall nicht persönlich ausüben konnte. Am 25. Juni 1364 wurde er vermutlich in einer Urkunde vom Stavangeraner Bischof Botolv Asbjørnsson als Kanoniker der Apostelkirche in Bergen erwähnt.
Während seines Aufenthalts in Grönland bereiste er die Vestribyggð und berichtete, dass diese kürzlich aufgegeben worden sei. Sein mündlicher Bericht wurde von einem unbekannten Schreiber niedergeschrieben. Mehrere aus dem 16. und 17. Jahrhundert stammende Abschriften dieser später verschollenen Handschrift wurden später in verschiedenen Sprachen herausgegeben, darunter 1930 vom isländischen Philologen Finnur Jónsson. Ívarr Bárðarsons Bericht ist eine der bedeutendsten Quellen zu den Grænlendingar und umfasst unter anderem geografische Beschreibungen und Informationen zur Geschichte und Wirtschaft des mittelalterlichen Grönlands.